# Información sensible

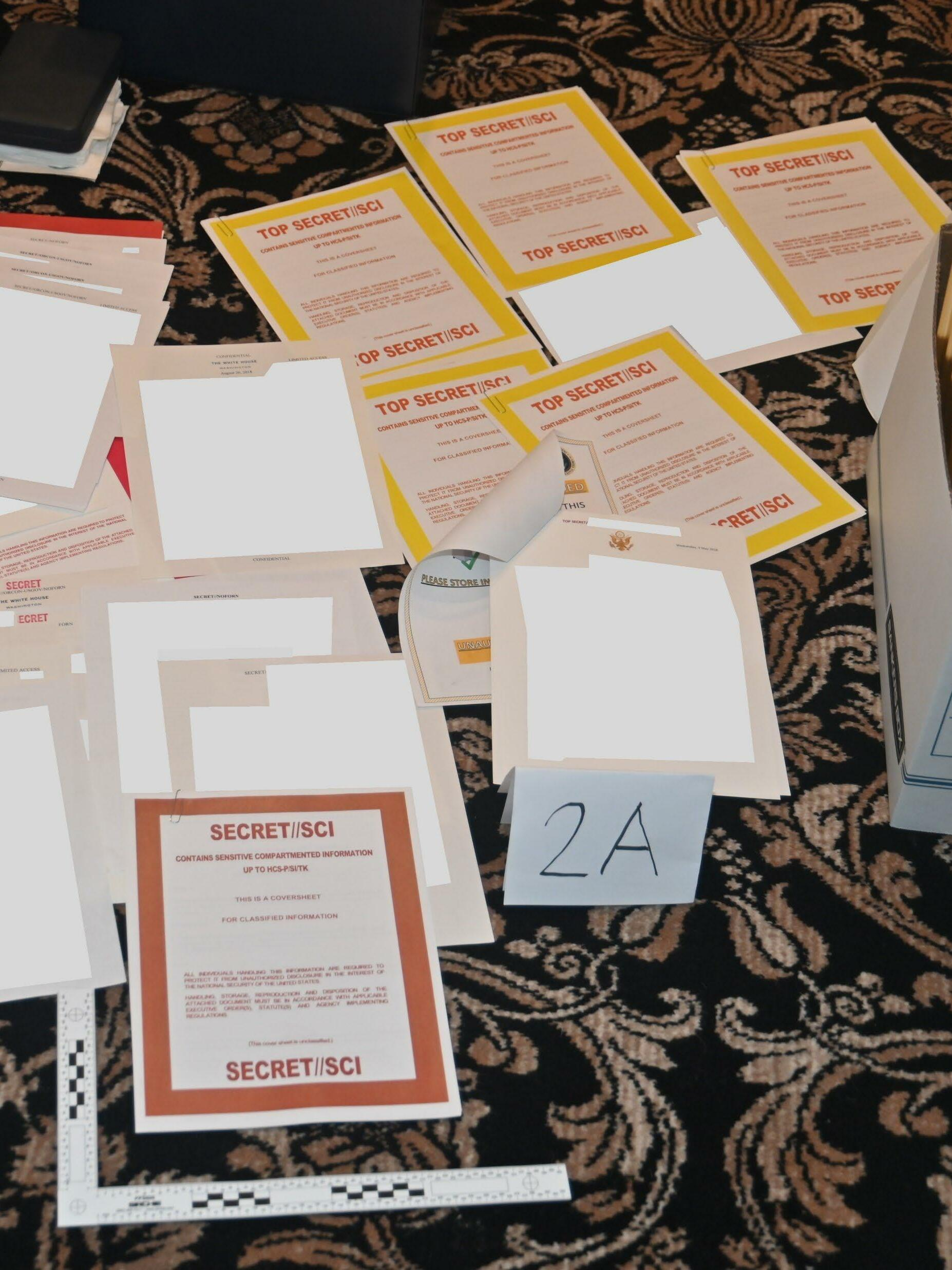
Material de inteligencia clasificado encontrado durante la búsqueda en Mar-a-Lago, residencia privada de Donald Trump.

Información sensible es el nombre que recibe a la información privada de un individuo, empresa o institución. 
La información sensible de un individuo incluye, por ejemplo, ciertos datos personales y bancarios, contraseñas de correo electrónico e incluso el domicilio en algunos casos,aunque lo más común es usar este término para designar datos privados relacionados con Internet o la informática, sobre todo contraseñas, tanto de correo electrónico, conexión a Internet, IP privada, sesiones del PC, etc. Los crackers utilizan la llamada "ingeniería social" para intentar hacerse con este tipo de información.
La información sensible sujeta a regulaciones especiales de clasificación de seguridad impuestas por muchos gobiernos nacionales suele denominarse específicamente "información clasificada". El protocolo de restricción impuesto a dicha información se clasifica en una jerarquía de niveles de clasificación en casi todos los gobiernos del mundo, donde los niveles más restringidos contienen información cuya filtración podría representar el mayor peligro para la seguridad nacional. El acceso autorizado se otorga a las personas que, según su necesidad, hayan superado el nivel de autorización de seguridad correspondiente. La información clasificada puede reclasificarse a un nivel diferente o desclasificarse (ponerse a disposición del público) según los cambios en la situación o la nueva información de inteligencia.
La información comercial confidencial se refiere a aquella información cuya divulgación podría perjudicar a una empresa. Dicha información puede incluir secretos comerciales, planes de ventas y marketing, planes de nuevos productos, notas sobre invenciones patentables, información de clientes y proveedores, datos financieros, etc.